# ESPN Now
ESPN Now est une chaîne numérique du groupe américain ESPN créée en 1999 et destinée à l'information sportive en continu. ESPN a lancé cette chaîne afin de satisfaire le public qui n'avait pas bien accueilli l'autre chaîne d'information du groupe, ESPNews (lancée en 1996). 
La programmation de la chaîne diffusée en streaming par Internet est beaucoup plus informative que sa consœur et ne propose presque aucun documentaire ou autre émission. La chaîne diffuse aussi des informations sur les sites ESPN.com, Go.com et les autres sites du Walt Disney Internet Group.
Comme le reste du réseau ESPN, ESPN Now appartient à 80 % à la Walt Disney Company et à 20 % à Hearst Corporation.